# Копоња (Мачерата)
Копоња (итал. Copogna) насеље је у Италији у округу Мачерата, региону Марке.
Према процени из 2011. у насељу је живело 32 становника. Насеље се налази на надморској висини од 802 м.